# Bunaeopsis jacksoni
Bunaeopsis jacksoni är en fjärilsart som beskrevs av Jordan 1908. Bunaeopsis jacksoni ingår i släktet Bunaeopsis och familjen påfågelsspinnare. Inga underarter finns listade i Catalogue of Life.